# Резолюция 236 на Съвета за сигурност на ООН
Резолюция 236 на Съвета за сигурност на ООН е приета единодушно на 11 юни 1967 г. по повод ситуацията в Близкия изток след началото на Шестдневната война.
Като взема предвид изнесените от генералния секретар устни доклади пред Съвета за сигурност, касаещи ситуацията между Израел и Сирия, с Резолюция 236 Съветът за сигурност осъжда нарушенията на обявеното прекратяване на огъня и приканва генрелания секретар да продължи разследванията си и да информира Съвета своевременно. Резолюцията потвърждава, че настояването на Съвета за незабавно прекратяване на огъня и на всички военни действия включва и забрана за по-нататъшно придвижване на военни части след обяването на прекратяването на огъня. В тази връзка Съветът за сигурност настоява всички военни части, които са се придвижили напред след 16:30 ч. Гринучко време на 10 юли 1967 г., незабавно да се върнат на позициите, заемани от тях към момента на обявяване на прекратяванто на огъня.
Резолюция 236 приканва и към сътрудничество с началник-щаба на Организацията на ООН за наблюдение на спазвнето на примирието и наблюдателите при изпълнение на обявеното прекратяване на огъня, включително и по въпросите за свободното придвижване и осигуряването на адекватни комуникационни средства.
Резолюция 236 е приета единодушно на заседание на Съвета за сигурност, свикано по настояване на Сирия.